# Das Lorelei-Signal
Das Lorelei-Signal (Originaltitel: The Lorelei Signal) ist die vierte Episode der ersten Staffel der Science-Fiction-Zeichentrickserie Die Enterprise. Sie wurde in englischer Sprache erstmals am 29. September 1973 bei NBC ausgestrahlt. In Deutschland war sie zum ersten Mal unter dem Titel Planet der Amazonen am 23. November 1976 in einer stark geschnittenen und inhaltlich veränderten synchronisierten Fassung im ZDF zu sehen. Eine ungekürzte, originalgetreue Synchronfassung erschien erstmals 1994 auf VHS. Die erste Fernsehausstrahlung dieser Fassung erfolgte am 13. September 2016 auf Tele 5.

## Handlung
Im Jahr 2269 bei Sternzeit 5483.7 fliegt die Enterprise in eine ungenügend erforschte Region des Weltraums, um zu untersuchen, warum hier in regelmäßigen Intervallen von 27,346 Jahren Raumschiffe verschwinden. Dieser Zeitraum ist nun erneut verstrichen und plötzlich empfängt die Enterprise ein rätselhaftes Funksignal, das wie Musik klingt. Kommunikationsoffizierin Uhura bemerkt, dass das Signal eine äußerst anziehende Wirkung auf die männlichen Besatzungsmitglieder hat. Der erste Offizier Spock identifiziert das 20 Lichtjahre entfernte Taurean-Sternensystem als Quelle des Signals und Captain Kirk lässt Kurs dorthin setzen.
Als die Enterprise sich dem zweiten Planeten des Systems nähert, wird die Wirkung des Funksignals stärker und die Männer haben Halluzinationen. Dennoch entschließt sich Kirk dazu, gemeinsam mit Spock, Schiffsarzt McCoy und dem Sicherheitsoffizier Carver auf die Oberfläche zu beamen, während Chefingenieur Scott das Kommando des Schiffs übernimmt. Das Außenteam findet dort eine Stadt vor und im Hauptgebäude werden die Männer von einer Gruppe blonder Frauen begrüßt, die für sie ein Fest veranstalten. Nach einer Weile verspüren die vier eine starke Müdigkeit und schlafen ein. Als sie wieder zu sich kommen, befinden sie sich in Schlafgemächern. Sie scheinen um Jahre gealtert zu sein und ihnen wurden Stirnreifen aufgesetzt, die sich nicht abnehmen lassen.
An Bord der Enterprise hat Schwester Chapel inzwischen Messdaten ausgewertet und stellt fest, dass das Schiff einer Strahlung ausgesetzt ist, die den männlichen Besatzungsmitgliedern Lebensenergie entzieht. Da Scott inzwischen dienstuntauglich ist, übernimmt Uhura das Kommando. Sie ernennt Chapel vorübergehend zur Schiffsärztin und lässt alle Transporterräume mit Frauen besetzen, um zu verhindern, dass sich weitere Besatzungsmitglieder auf den Planeten beamen.
Kirk will mit dem Außenteam aufs Schiff zurückkehren, wird von den Frauen aber daran gehindert. Sie können aus dem Gebäude fliehen, doch ihre Flucht wird schnell bemerkt und so verstecken sie sich in einer der großen Urnen, die im Garten aufgestellt sind. Da die Frauen ihnen die Kommunikatoren abgenommen haben, ist keine Kontaktaufnahme mit der Enterprise möglich. Spock will versuchen, einen Kommunikator zurückzuerlangen, denn er ist von den Teammitgliedern der am wenigsten geschwächte. Sein Plan gelingt und er kann einen Hilferuf absetzen, doch kurz drauf wird er von den Frauen festgenommen.
Uhura beamt nun mit Chapel und einem Trupp weiblicher Sicherheitsoffiziere auf die Oberfläche. Theela, die Anführerin der einheimischen Frauen, verlangt, dass der Trupp umgehend aufs Schiff zurückkehrt, doch Uhura und ihre Leute machen sich mit Waffengewalt auf die Suche nach ihren vermissten Kameraden. Schnell wird Spock gefunden und zur Behandlung zurück auf die Enterprise gebracht. Kirk, McCoy und Carver sind hingegen in der Urne gefangen, denn sie sind inzwischen zu schwach, um herauszuklettern. Zusätzlich setzt ein starker Regenschauer ein und die Urne füllt sich mit Wasser.
Theela ist bereit zu reden und erklärt Uhura, dass sie und ihr Volk vor langer Zeit ihre erkaltete Heimat verlassen und sich hier angesiedelt hätten. Ihnen war damals nicht klar, dass dieser Planet Lebensenergie absorbiert. Frauen blieben dank eines von ihrem Körper erzeugten Sekrets immun. Dieses beeinflusste zugleich die Gehirne der Männer, die rasch ausgelaugt wurden und starben. Die Frauen wurden unfruchtbar, konnten sich jedoch revitalisieren, indem sie in regelmäßigen Abständen neue Männer anlockten, um ihnen die Lebensenergie zu entziehen.
Schließlich werden Kirk, McCoy und Carver gefunden und aufs Schiff gebracht. Spock schlägt vor, den Alterungsprozess rückgängig zu machen, indem die Molekularmuster des Außenteams verwendet werden, die noch im Transportersystem gespeichert sind. Die Chancen auf Erfolg sind gering, doch das Vorhaben glückt. Theela zerstört auf dem Planeten die Quelle der gefährlichen Strahlung und Uhura verspricht, dass die Frauen von einem Team der Föderation auf einen ungefährlichen Planeten umgesiedelt werden.

## Verbindungen zu anderen Star-Trek-Produktionen
Das Lorelei-Signal ist die einzige Folge in ganz Star Trek, in der Uhura das Kommando der Enterprise übernimmt.
Einige Elemente aus dieser Folge wurden in späteren Star-Trek-Produktionen wieder aufgegriffen:
- In Folge 2.07 (Die jungen Greise) von Raumschiff Enterprise – Das nächste Jahrhundert aus dem Jahr 1989 wird ebenfalls der Transporter genutzt, um rapides Altern rückgängig zu machen. In Folge 6.07 (Erwachsene Kinder) der gleichen Serie aus dem Jahr 1992 wird mithilfe des Transporters eine Verjüngung rückgängig gemacht.
- Folge 3.20 (Die neue Identität) von Star Trek: Raumschiff Voyager aus dem Jahr 1997 basiert ebenfalls auf der Grundidee, dass Männer auf einen nur von Frauen bewohnten Planeten gelockt werden, wo ihnen dann die Lebensenergie entzogen wird.

## Produktion

### Drehbuch
Der Titel der Folge geht zurück auf die zur Sagengestalt verklärte Hauptfigur der Ballade Lore Lay von Clemens Brentano, die auf einem Rheinfelsen sitzend durch ihre Schönheit und ihren Gesang unvorsichtige Schiffer ins Verderben stürzt.
Die Folge wurde von Margaret Armen geschrieben, die bereits drei Drehbücher für die Vorgängerserie Raumschiff Enterprise verfasst hatte.

### Sprecher und Figuren
Die Nebenfigur Lieutenant Arex tritt in dieser Folge zwar auf, hat aber keinen Text.
Gemeinsam mit Die Zeitfalle ist Das Lorelei-Signal die Folge der Serie mit der höchsten Anzahl an Sprechrollen von Nichelle Nichols.

## Adaptionen
Alan Dean Foster schrieb eine Textfassung von Das Lorelei-Signal, die auf Englisch erstmals 1974 in der Geschichtensammlung Star Trek Log 2 erschien. Die deutsche Übersetzung erschien 1993.

## Rezeption
Terry J. Erdmann und Paula M. Block listen Das Lorelei-Signal in ihrem 2008 erschienenen Referenzwerk Star Trek 101 als die schlechteste Folge der Zeichentrickserie Die Enterprise auf.
Chris Cummins führte Das Lorelei-Signal 2012 auf toplessrobot.com in einer Liste der acht besten Folgen von Die Enterprise auf Platz 8.
Sven Harvey zählte Das Lorelei-Signal 2015 auf der Website Den of Geek als eine der 25 besten Folgen der beiden Serien Raumschiff Enterprise und Die Enterprise.
Aaron Couch und Graeme McMillan erstellten 2016 anlässlich des 50-jährigen Jubiläums von Star Trek in Zusammenarbeit mit verschiedenen Beteiligten aus dem Franchise für den Hollywood Reporter eine Liste der 100 besten bis dahin ausgestrahlten Folgen. Das Lorelei-Signal wurde hierbei auf Platz 91 gewählt.
Juliette Harrisson empfahl Das Lorelei-Signal 2018 auf der Website Den of Geek als eine der Folgen, die man gesehen haben sollte, wenn man die Grundlagen von Star Trek verstehen möchte.
James Whitbrook führte Das Lorelei-Signal 2020 auf gizmodo.com.au als eine der zehn wichtigsten Folgen von Die Enterprise.
Jack Kiely führte Das Lorelei-Signal 2023 auf whatculture.com in einer Liste der zehn wichtigsten Folgen von Die Enterprise auf Platz 9.